# 3220 Murayama
3220 Murayama este un asteroid din centura principală, descoperit pe 22 noiembrie 1951 de Margueritte Laugier.